# Борисовка (Кунашакский район)
Борисовка — деревня в Кунашакском районе Челябинской области. Входит в состав Кунашакского сельского поселения.
Деревня основана в середине 18 века как заимка пришлыми башкирами припущенниками которые записаны были  мещеряками из-за потери вотчинного права. (первые сведения о ней относятся к 1795).
В ревизии 1816 года село было разделено на 2 списка: башкирское и мещерякское.
В ревизии 1850 года всё население отнесено к мещерякскому сословию.
В ревизии 1859 году всё население записано башкирами.

## География
Расположена в восточной части района. Расстояние до районного центра, Кунашака, 20 км.

## Население
| 2002 | 2010 |
| ---- | ---- |
| 528  | ↗566 |

(в 1970 — 894, в 1995 — 628).
Проживают башкиры.

## Улицы
- Береговая улица
- Коммунистическая улица
- Лесная улица
- Молодежная улица
- Улица Мусы Джалиля
- Новая улица
- Школьная улица